# 哈斯富特
哈斯富特（德語：Haßfurt，發音：[ˈhasˌfʊʁt] ⓘ）是德国巴伐利亚州下弗兰肯行政区哈斯山县的城市，也是哈斯山县的县治，面积52.66平方千米，2023年12月31日人口为13,982人。

## 友好城市
- 法國 皮埃尔拉特

## 图集

哈斯富特 - Haßfurt
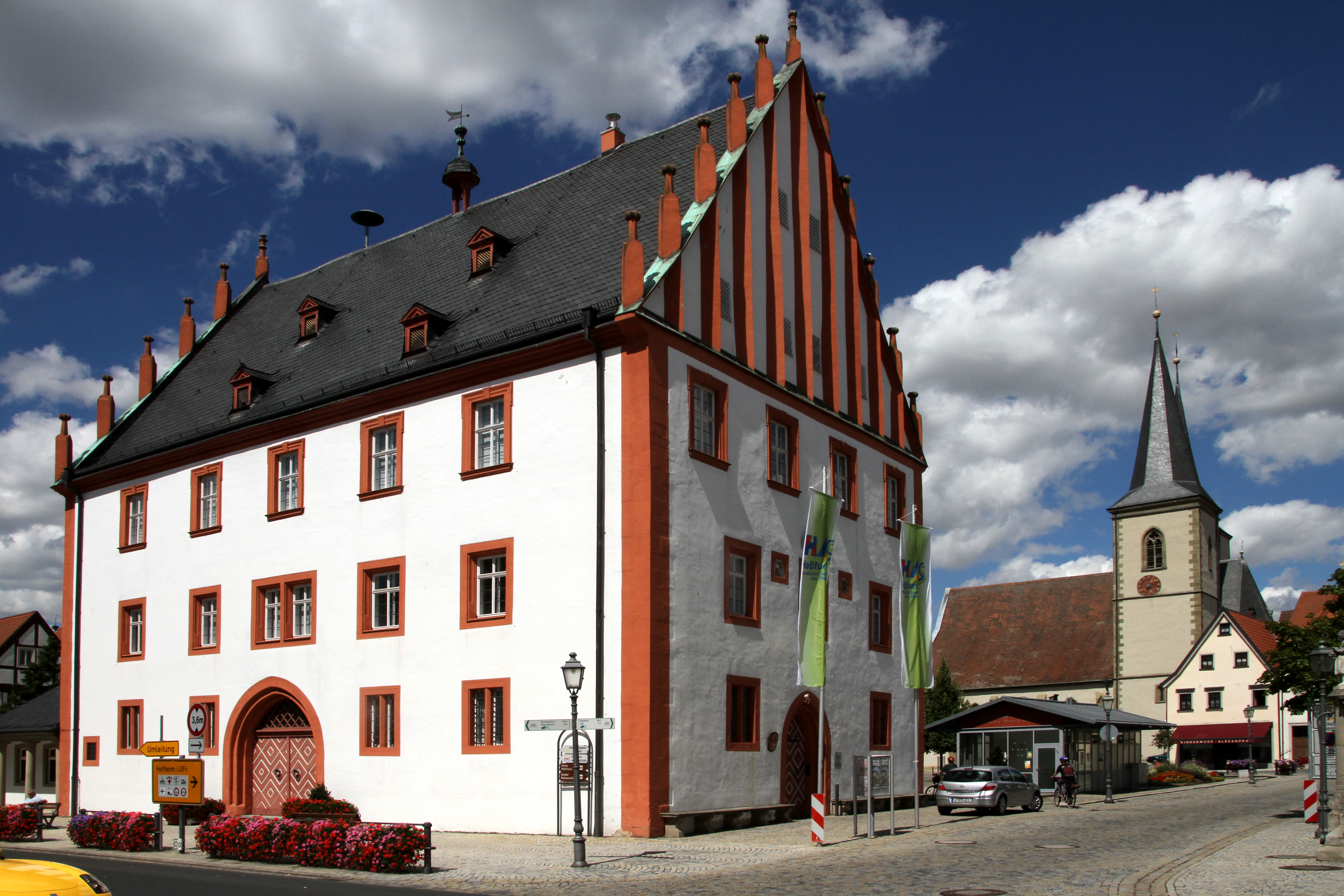
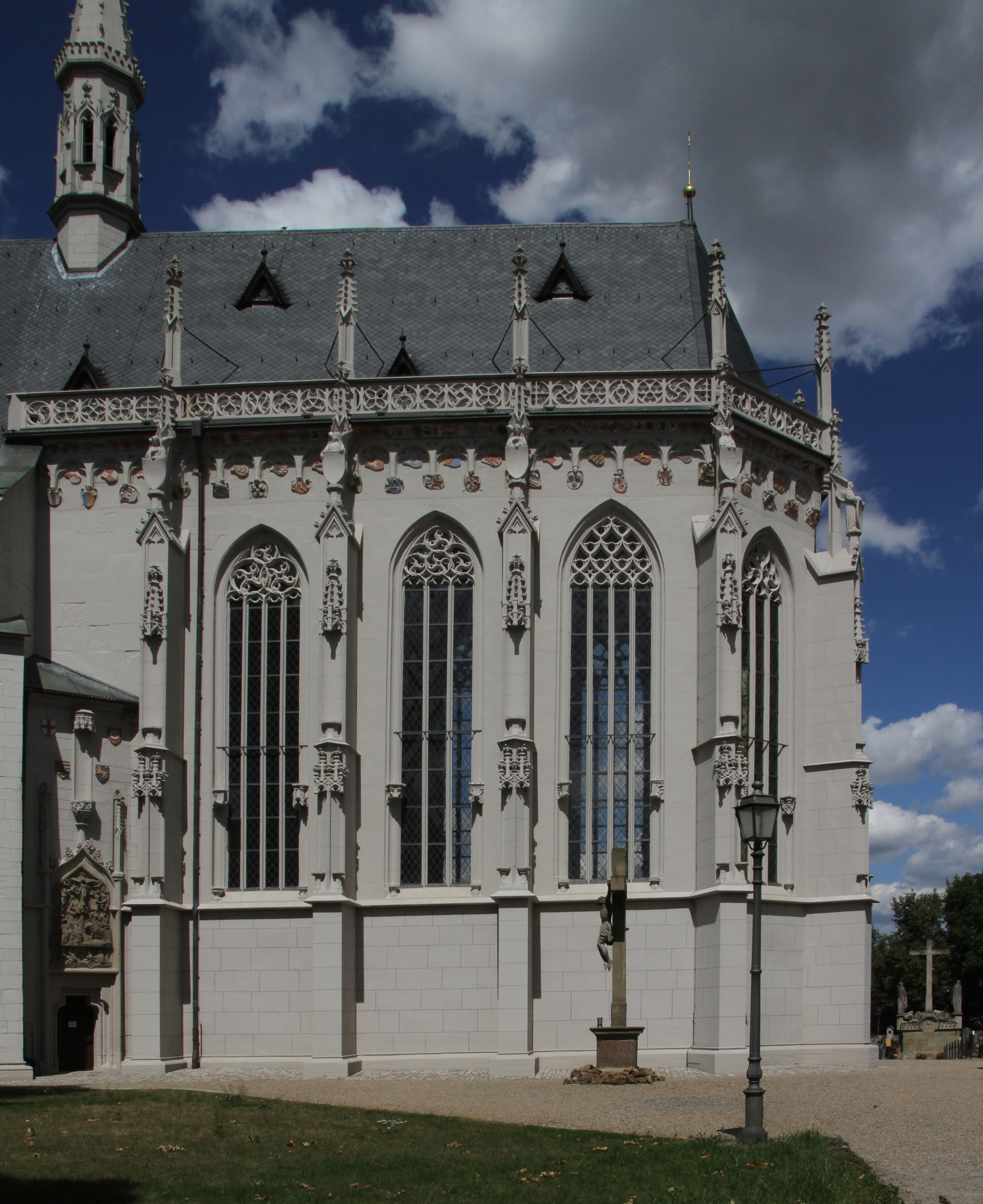
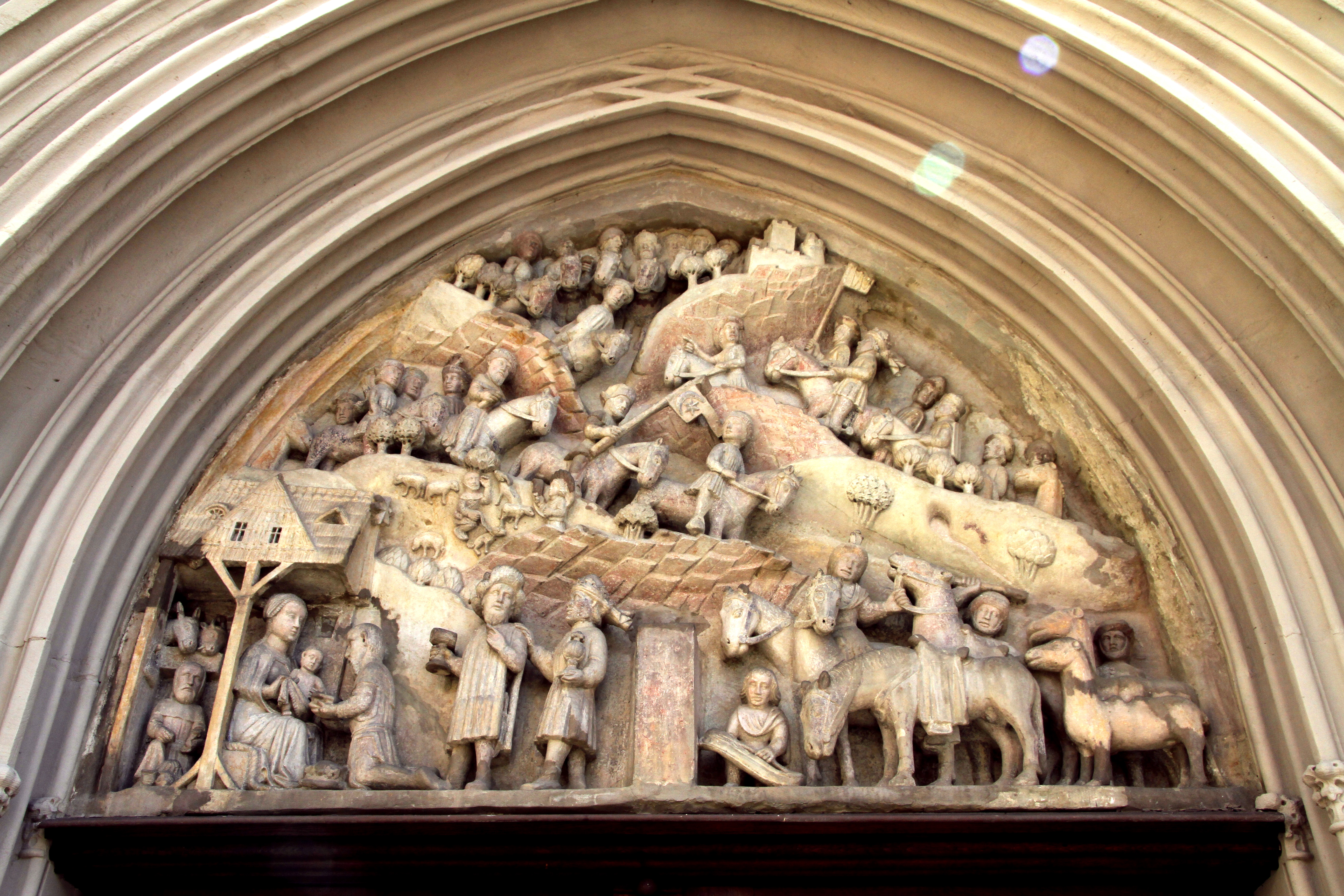
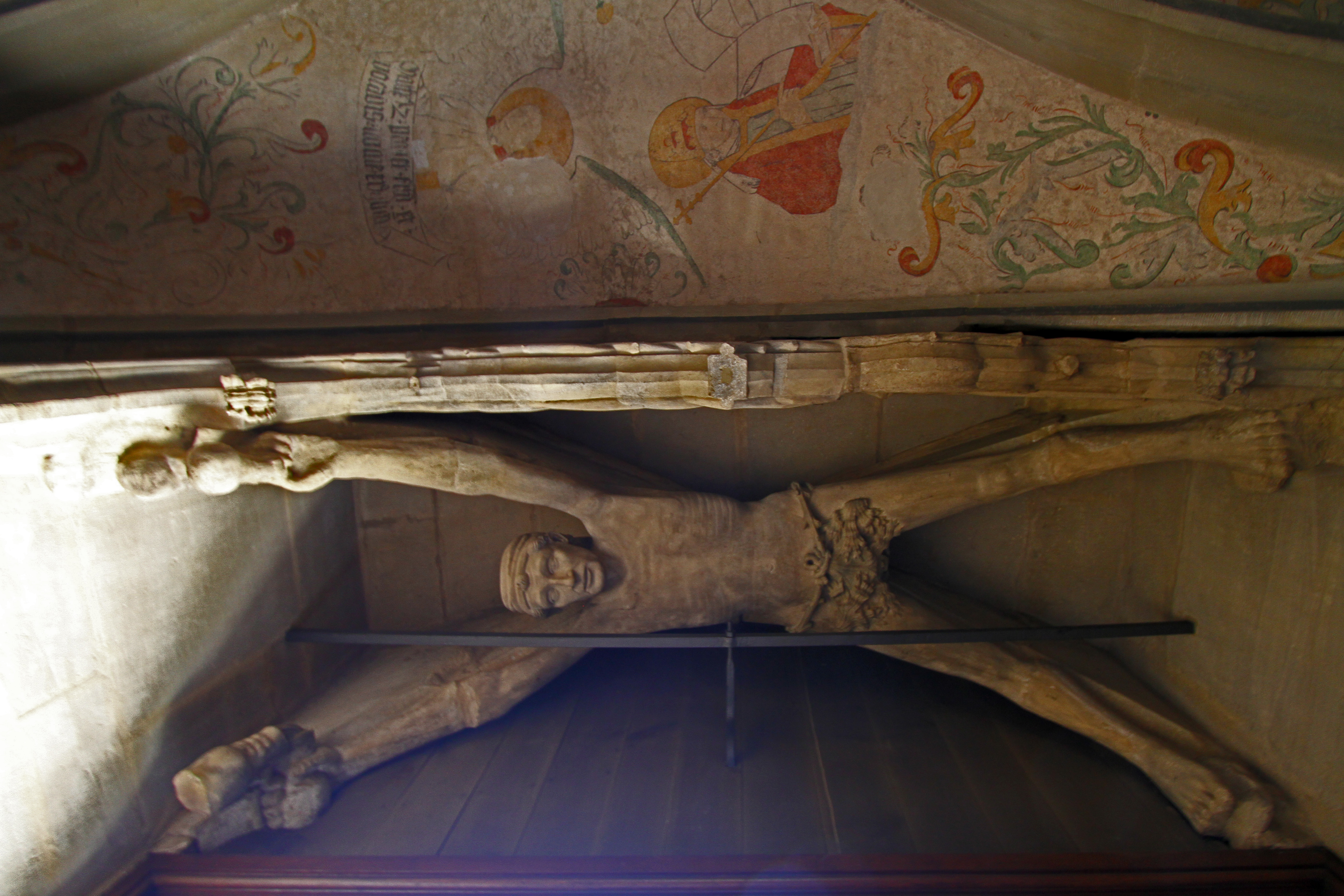
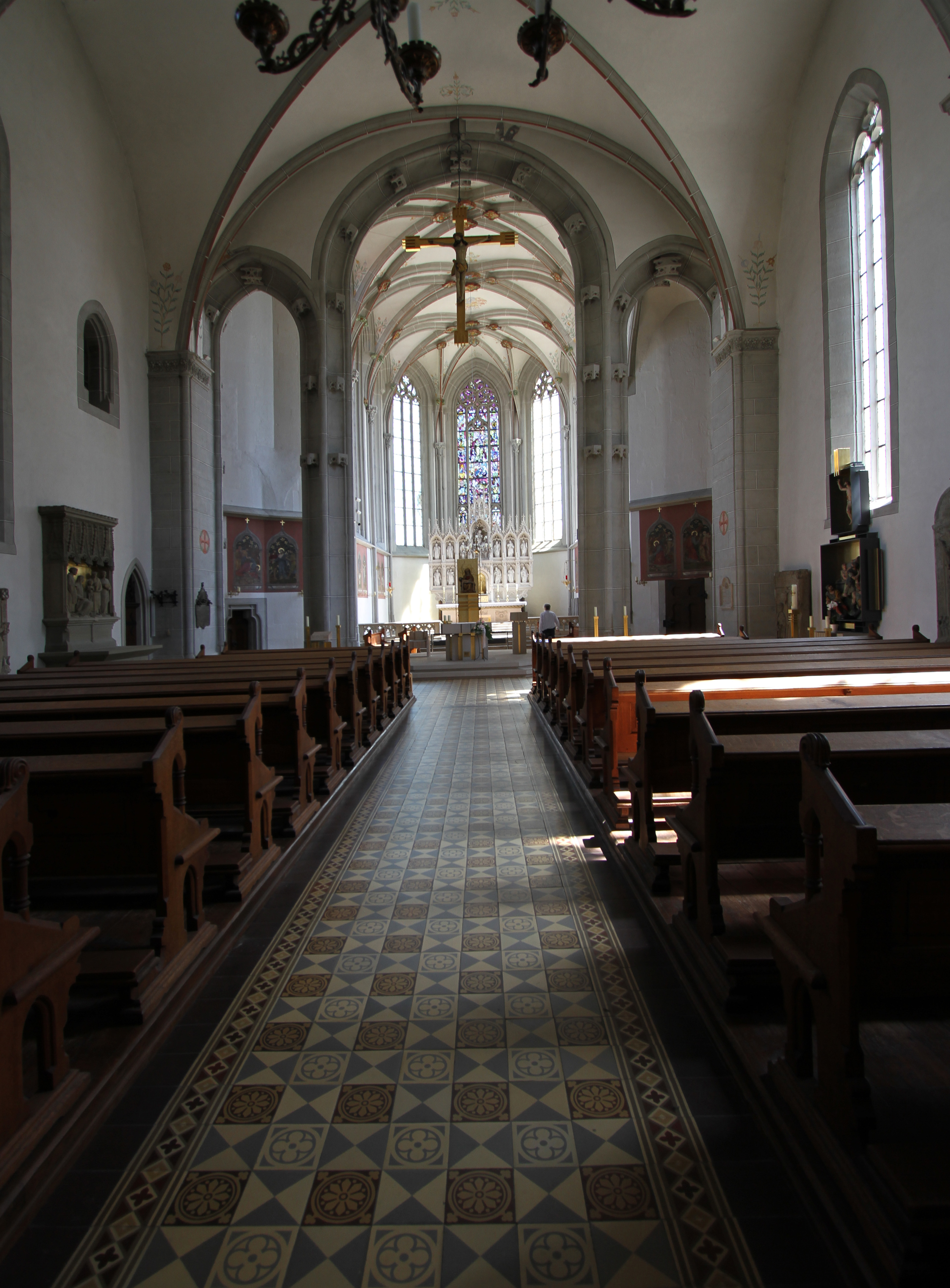
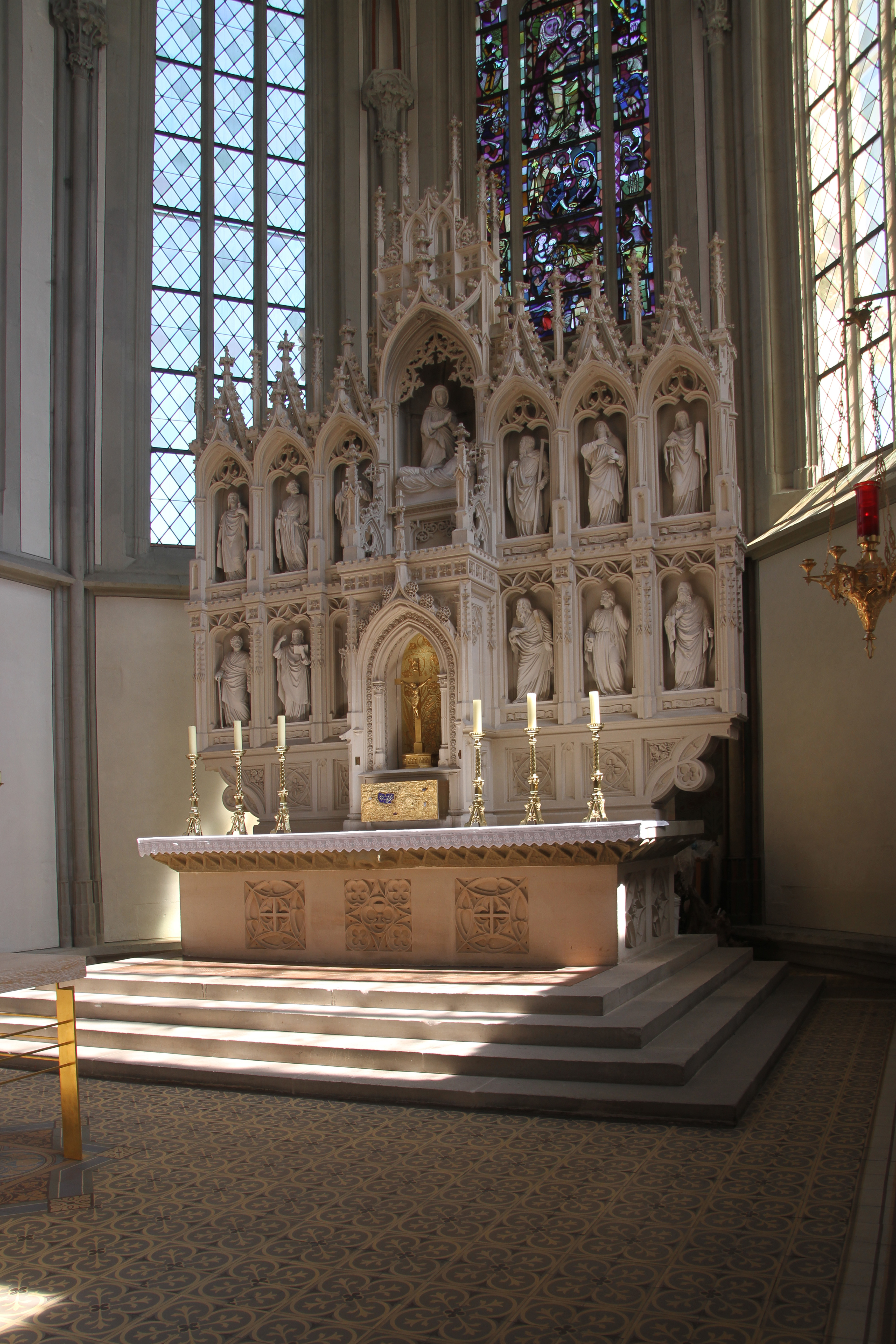
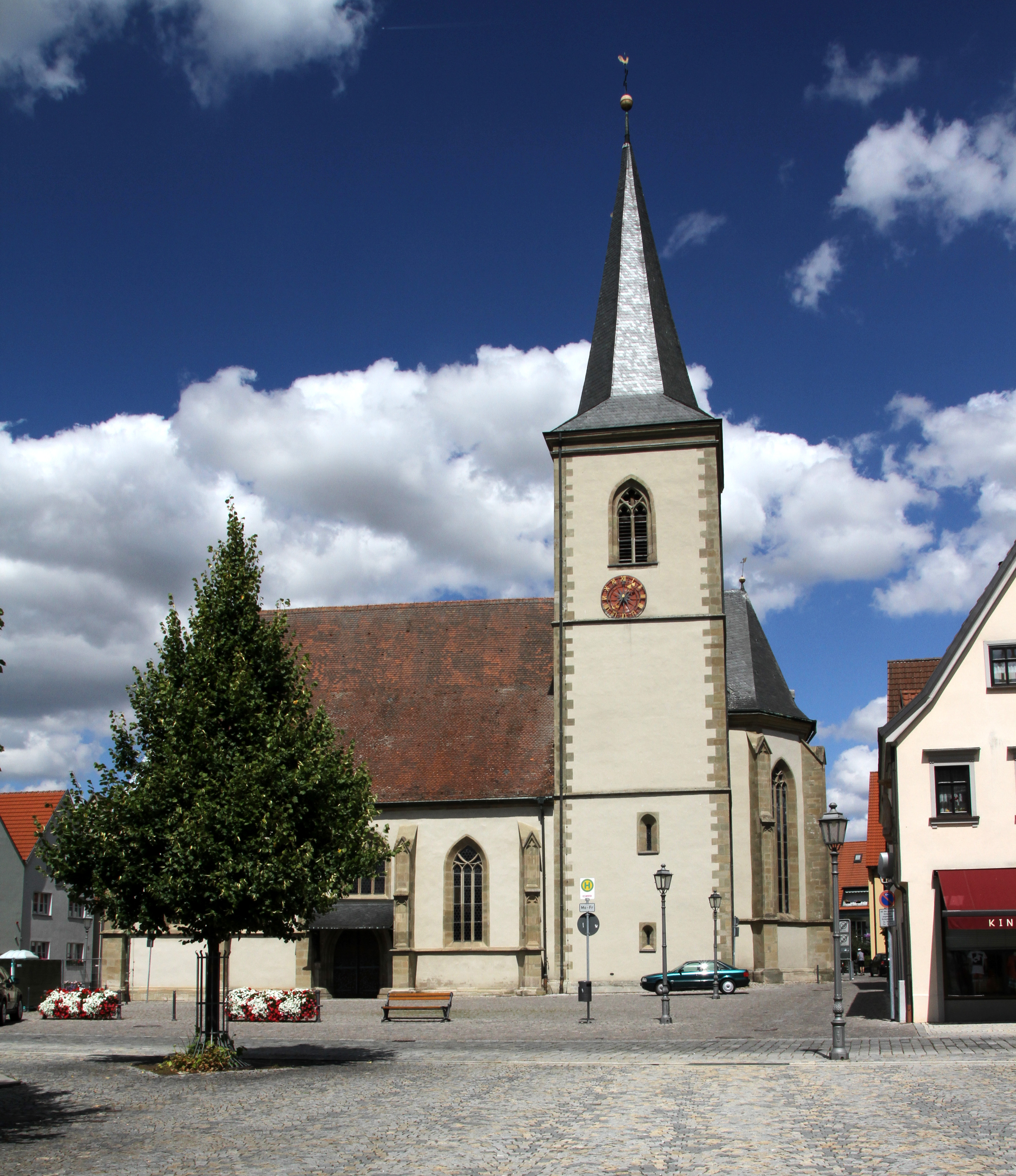